# Guttermouth
Guttermouth es una banda estadounidense de punk rock formada en el año 1989 en Huntington Beach, California.

## Miembros

### Miembros actuales
- Mark Adkins – vocalista
- Scott Sheldon – guitarra y piano
- Donald Horne – guitarra
- Clint Weinrich – bajo
- Ryan Farrell – batería

### Miembros anteriores
- Tim Baulch - batería (1989)
- Eric Davis – guitarra (1989-2004)
- James Nunn – batería (1989-1999), bajo (1999-2001)
- Steve Rapp – bajo (1995-1999)
- Tyrone Smith – batería (1999-2005)
- Kevin Clark – bajo (2004-2006)

## Discografía
- Full Length (1991)
- Friendly People (1994)
- Teri Yakimoto (1995)
- The Album Formerly (1996)
- Musical Monkey (1997)
- Live From the Pharmacy (1998)
- Gorgeous Nitro (1999)
- Covered With Ants (2001)
- Gusto (2002)
- Live at the House of Blues (2003)
- Eat Your Face (2004)
- Shave the Planet (2006)

## Videos
- "1, 2, 3…Slam!" (1991)
- "End on 9" (1994)
- "Whiskey" (1995)
- "She’s Got the Look" (2001)
- "Scholarship in Punk" (2002)